# Stubengesellschaft (Ulm)
Die Stubengesellschaft zu Ulm vereinigte als Patriziergesellschaft ausschließlich ratsfähige Ulmer Patrizierfamilien.

## Geschichte
In der Stadt Ulm standen sich im späten Mittelalter im Wesentlichen drei politische Kräfte gegenüber:

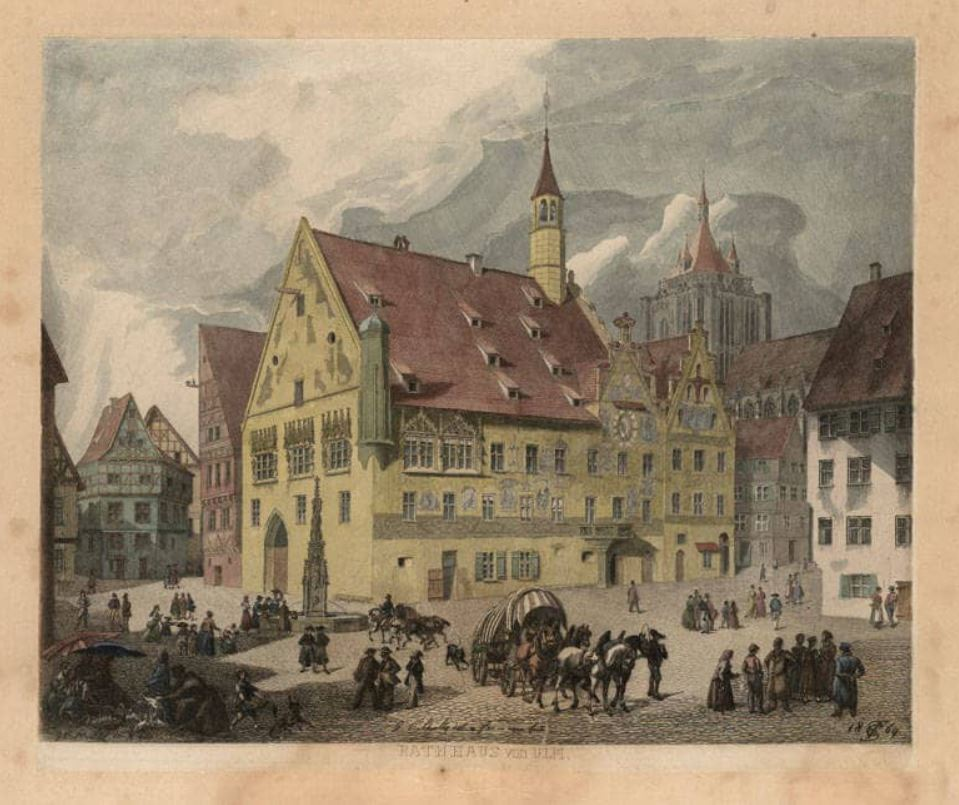
Rathaus von Ulm, colorierte Radierung von J. C. Schultz, um 1869

- Die Patrizier, die sich in der „Oberen Stube“ des Rathauses versammelten, nach der sie sich „Stubengesellschaft“ benannten.[1]
- Die in der zahlenmäßig nicht sehr großen, politisch und wirtschaftlich aber einflussreichen Kaufleutezunft zusammengeschlossenen Groß- und Fernhändler, die sich verpflichten mussten, Waren nicht en detail („nach Ellen und Gewicht“) zu verkaufen. Zusammen mit den Kramern unterhielten sie ein eigenes Gesellschaftslokal, die „Untere Stube“.
- Alle übrigen Gewerbetreibenden und Handwerker, die in einer der Zünfte organisiert waren, von denen zehn mit ihren Zunftmeistern bereits 1292 erstmals urkundlich erwähnt wurden; diese versammelten sich meist in Wirtschaften.

In den Verfassungen der „Schwörbriefe“ von 1345, 1397 und 1558 wurden nicht nur die Wahl in den Rat der Stadt und die Sitzverteilung zwischen Patriziern und Zünften geregelt, sondern die Patrizier definierten sich dadurch erst als geschlossener eigener Stand. Seit dem Großen Schwörbrief von 1397 bestimmten die Zünfte durch Wahl ihre Vertreter im Kleinen und Großen Rat; in beiden Gremien verfügten sie über die Mehrheit gegenüber den Patriziern.
Der für ein Jahr gewählte Regierende Bürgermeister von Ulm, der am „Schwörtag“ öffentlich vereidigt wurde, gehörte regelmäßig dem Patriziat an.
Um sich gegenüber den Bürgern aus den Zünften abzugrenzen, ließen sich 1552 zudem 17 Familien durch Kaiser Karl V. in den erblichen Adel erheben. Auf Exklusivität und die Wahrung ihrer Vorrechte bedacht, standen die Patrizier der Aufnahme neuer, vom Kaiser nobilitierter Familien reserviert gegenüber. Andererseits wurden später auch bürgerliche Standespersonen – z. B. Professoren des Gymnasiums und wohlhabende Mitglieder anderer Zünfte – in die Stubengesellschaft aufgenommen.
Patrizierfamilien, die spätestens 1400 der Stubengesellschaft angehörten, waren unter anderem:
- Besserer (von Thalfingen)
- Ehinger
- Gassold
- Krafft (von Dellmensingen)
- Lieber
- Löw
- Neidhardt, Neidhart oder Neithart
- Neubronner
- Roth (von Schreckenstein)
- Schad (von Mittelbiberach)
- Schermar
- Strölin